# Fariburz I
Fakhr al-Din Fariburz ibn Sallar, in persiano فریبرز بن سالار‎, meglio conosciuto semplicemente come Fariburz I (in persiano فریبرز‎) (... – 1096), fu il sedicesimo scià dello Shirvan, rimasto al potere dal 1063 al 1096.
La sua epoca coincise con molti importanti cambiamenti negli equilibri politici del Caucaso, tra cui l'espansione dei Selgiuchidi. Considerato un sovrano con grandi capacità diplomatiche, i domini su cui Fariburz I esercitava la propria autorità si estendevano dalla pianura di Mughan alle terre dei Cumucchi e al regno di Alania.

## Biografia

### Scontro con gli Shaddadidi

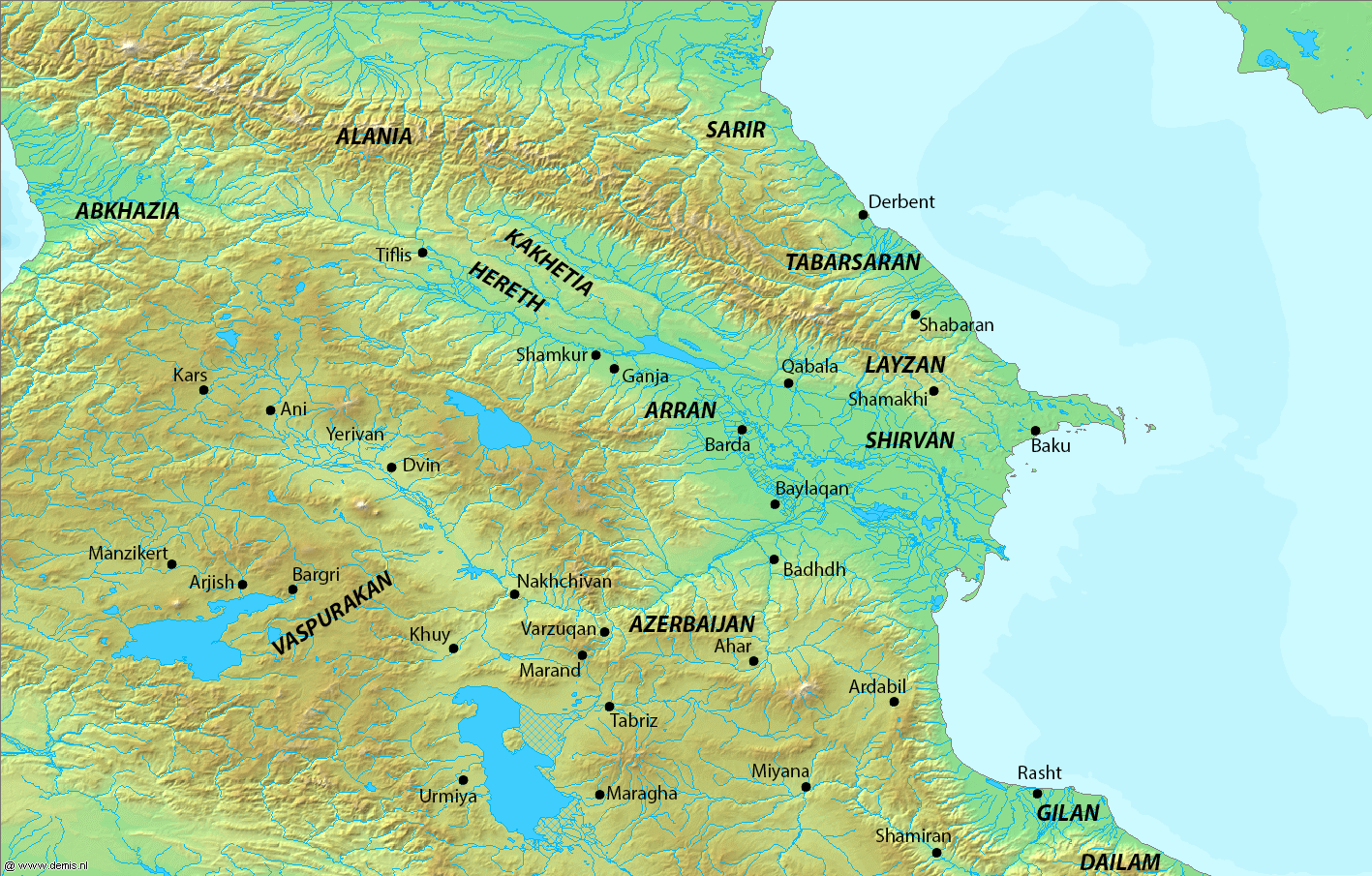
Cartina fisica del Caucaso e delle regioni circostanti

Il 20 febbraio 1063, il padre di Fariburz, Sallar, morì e Fariburz divenne il nuovo sovrano della regione dello Shirvan, benché avesse già effettivamente assunto le redini della maggior parte del regno durante il periodo al potere del padre. Nel marzo dello stesso anno, il signore shaddadide Abu'l-Aswar Shavur I invase i suoi domini, catturò il castello di Quylamiyan e poi si ritirò nell'Arran. A scatenare l'attacco fu probabilmente la decisione di Fariburz di concedere rifugio ad Anushirvan ibn Lashkari, deposto dal prozio Abu'l-Aswar nel 1049. Tuttavia, qualche tempo dopo, tornò nello Shirvan e ricominciò a saccheggiarlo. Gli shirvaniani che combatterono contro di lui furono sconfitti e molti di loro vennero fatti prigionieri e persero le proprie ricchezze. Il signore shaddadide marciò dunque verso la capitale dello Shirvan, Şamaxı.
Lì si impadronì di molte ricchezze, catturò la moglie di Sallar e poi tornò ad Arran. A luglio, Abu'l-Aswar tornò ancora una volta nello Shirvan, dove ordinò la distruzione di svariati villaggi, raccolti e abitazioni. Fariburz assistette impotente, scegliendo solo in un secondo momento di inviare suo figlio Afridun, accompagnato da Anushirvan, a domandare l'aiuto del sovrano di Sarir, con cui Afridun era imparentato attraverso la madre. Tuttavia, il sovrano di Sarir rifiutò la sua richiesta e, dopo tre mesi, Afridun dovette ritornare a mani vuote nello Shirvan. Nel gennaio 1064, Abu'l-Aswar aggredì lo Shirvan per la quarta volta, impadronendosi di diverse città e costringendo Fariburz a versare un salato tributo pari a 40 000 dinari. Nel giugno o nel luglio del 1064, il signore shaddadide restituì Quylamiyan a Fariburz in cambio di altri 40 000 dinari.

### Ostilità con i ribelli di Derbent
Nel 1065, la popolazione di Derbent si ribellò e uccise il suo sovrano Mansur ibn Abd al-Malik, della dinastia degli Hashimidi. Tuttavia, sfortunatamente per gli insorti, Mansur era cugino di Fariburz e aveva buoni rapporti con lui, circostanza che lo spinse a radunare un esercito e ad attaccare Derbent con l'intento di vendicarlo, radendo al suolo molti insediamenti situati a ridosso della città. Di lì a poco si svolse una battaglia presso un ponte terminata con la sconfitta e il successivo massacro dei ribelli. Fariburz saccheggiò quindi Derbent e si ritirò poi nello Shirvan.
Fariburz tornò poi a Derbent e iniziò a imperversare nelle vicinanze con le sue truppe, accampandosi sulle rive del fiume Samur. Ciò impattò pesantemente sulla popolazione di Derbent, la quale si trovò costretta a a liberare la zia paterna di Fariburz, Shamkuya, e a pagare un tributo. Un certo Mufarrij, definito dalle fonti «capo dei capi del Derbent», chiese soccorso al sovrano di Sarir, che accettò di aiutarlo. Qualche tempo dopo, Mufarrij, con un esercito che comprendeva i suoi uomini e alcuni saririani, andò ad assediare la città di Şabran, ma fu presto battuto da Fariburz, che riuscì a imprigionarlo. La popolazione di Derbent si arrese infine a Fariburz, che fece edificare una seconda volta la città. Il 30 gennaio 1066, Fariburz nominò governatore della città suo figlio Afridun, che fu accolto calorosamente dalla popolazione.

### Scontro con i Turchi
Fariburz dovette presto preoccuparsi di una minacciosa potenza in ascesa, i Turchi, i quali avevano saccheggiato i suoi domini e i territori dei Curdi, acciuffando un bottino consistente. Fariburz cercò di scacciare i Turchi pagandoli, ma ciò non li dissuase e il signore della guerra turco Qara-tegin arrivò nello Shirvan una seconda volta, seguito in tale occasione dallo zio paterno di Fariburz, Mamlan ibn Yazid, pretendente al trono della regione. Qara-tegin assediò in breve tempo Şamaxı e ne devastò i dintorni arrecando gravi danni, dopodiché emulo la medesima tattica a Baku. La situazione divenne così disperata che le fonti attestano di come Fariburz spedì i suoi stalloni a Masqat. Nel gennaio del 1067, per motivi sconosciuti, Fariburz fece crocifiggere alcuni abitanti di Şamaxı, tra cui il suo ciambellano (hajib) Lashkari ibn Rahman.
Nel frattempo, Qara-tegin riprese le sue incursioni nello Shirvan muovendosi da Baku a Şamaxı e lasciandosi alle spalle la solita scia di distruzione, oltre a rapire stavolta anche donne e bambini prima di cingere nuovamente d'assedio Şamaxı. Lo scenario si aggravò per Fariburz quando un esercito composto da 2 000 truppe turche giunse per rinforzare Qara-tegin. I soldati provarono subito a ingannare Fariburz inviandogli un messaggio che diceva: «Il sultano ci ha mandato affinché potessimo aiutarti e scacciare così Qara-tegin». Fu dunque finto un imprigionamento di Qara-tegin e di Mamlan, ma quando fu domandato a Fariburz di andare da loro, il signore shirvanshah non cadde nel tranello e non si allontanò dalla sua postazione. Ciò spinse i guerrieri turchi a liberare Qara-tegin e Mamlan e a continuare l'assedio di Şamaxı. Nel frattempo, Fariburz inviò in gran segreto un messaggero al ciambellano del sovrano selgiuchide Alp Arslan, a cui rispondevano Qara-tegin e i combattenti al suo seguito arrivati nel Caucaso.
Il messaggero portò con sé 6 000 dinari al ciambellano perché consegnasse Mamlan a Fariburz, che voleva ucciderlo. Il funzionario invitò quindi Mamlan a un banchetto, una richiesta questa che fu accettata. Durante il momento di convivialità, Mamlan finì per ubriacarsi e, dopo aver ricevuto il permesso di andarsene, cadde vittima di un'imboscata e fu ucciso da tre uomini di Fariburz, tra cui suo cugino Lashkarsitan (forse un figlio di Abul Aswar), il suo servo Shad-tekin e il suo ciambellano Namdar ibn Muzaffar il 24 febbraio 1067. I Turchi si ritirarono quindi nelle loro terre di provenienza, mentre Fariburz accettò di versare agli uomini di Erbasgan (o Elbasan), sovrano di Qazvin e cognato di Alp Arslan, un tributo annuale pari a 30 000 dinari.
Barebreo riferisce che uno ahirvanshah intrappolò un aristocratico armeno di nome Aristace con 200 uomini nel 1067 e lo consegnò ad Alp Arslan, costringendolo infine a convertirsi all'Islam. Sebbene Barebreo non menzioni questo ahirvanshah per nome e lo definisca stranamente con l'espressione «emiro turco», è verosimile che si trattasse di un'azione compiuta da Fariburz.

### Una fase di lotte
Nell'aprile del 1067, un figlio dal nome ignoto di un certo Giorgi, si ribellò a Fariburz ed espugnò il castello di Daskarat al-Husayn, ma dopo qualche tempo lo cedette ad Aghsartan I, signore della Cachezia. Fariburz marciò quindi verso la roccaforte per riconquistarla, ma non vi riuscì e tornò a Şamaxı. Nello stesso anno, Qara-tegin giunse nuovamente nello Shirvan, stavolta però pacificamente, e gli fu concessa in sposa una figlia dello zio di Fariburz, Qubad. A giugno, il cugino dello scià, Lashkarsitan, venne trucidato nei pressi di Qabala da alcuni abitanti di una località chiamata Quni. A ottobre, la zia paterna di Fariburz, Shamkuya, morì nel castello di Gulustan e fu sepolta accanto al padre a Şabran, nel moderno Azerbaigian nord-occidentale.
Alla fine del 1067, Fariburz si sottomise al sovrano selgiuchide Alp Arslan, che arrivò nell'Arran. Più tardi, nel 1068, aiutò il sultano selgiuchide durante una delle sue campagne militari. Quando Fariburz tornò nello Shirvan, marciò verso Quni, dove uccise molti dei suoi abitanti e devastò la zona per vendicare Lashkarsitan. Qualche tempo dopo, quando Alp Arslan fece ritorno in Oriente dopo aver fronteggiato l'impero bizantino, gli abitanti di Derbent avvicinarono Alp Arslan e gli riferirono dell'imprigionamento di alcuni dei loro nobili ad opera di Fariburz. Alp Arslan gli intimò quindi di liberarli, cosa che fece, ma il sultano decise di imprigionare Fariburz. Nel frattempo, Qara-tegin fuggì da Şamaxı a Masqat, dove però fu ucciso. Inoltre, il fratello di Fariburz, Guzhdaham, fuggì nel Lakz, portando con sé la quota di denaro che Fariburz doveva pagare ad Alp Arslan. Dopo alcuni giorni, Fariburz fu rilasciato e rimandato nello Shirvan, ma dovette in cambio elargire una grande quantità di denaro. Nel luglio del 1068, il figlio di Fariburz, Afridun, lasciò Derbent e tornò nello Shirvan, presumibilmente su ordine del sultano.
Qualche tempo dopo, Fariburz scoprì che Guzhdaham, che aveva ancora con sé il tributo che doveva pagare ad Alp Arslan, aveva lasciato Lakz ed era arrivato a Derbent, dove era stato ospitato dai signori della città. A novembre, Fariburz radunò un esercito e marciò in direzione di Derbent. Nei pressi della città si svolse una battaglia che durò alcune ore e dalla quale nessuna delle due parti riuscì a uscire vittoriosa. Fariburz si mosse quindi verso il suo accampamento, mentre i sostenitori di Guzhdaham tornarono in città.
Dopo qualche tempo, Fariburz attaccò nuovamente Guzhdaham e i suoi sostenitori. Durante la battaglia, Mufarrij, che pare fu liberato e rimase ancora in carica come «capo dei capi di Derbent», si unì a Fariburz. Le forze di Fariburz riuscirono quasi a prevalere su quelle di Guzhdaham, ma grazie al coraggio di alcuni uomini di Guzhdaham, originari del Kaitag e di Tawig, Fariburz fu infine sconfitto. Tuttavia, qualche tempo dopo, Mufarrij fu in grado di impadronirsi di alcune zone di Derbent e, a seguito di varie lotte, riuscì a conquistare tutta Derbent, mentre Guzhdaham fuggì a Lakz. Fariburz, insieme al figlio Afridun, si recò quindi a Derbent e dopo quattro giorni tornò nello Shirvan, mentre Afridun fu nuovamente nominato governatore della città.

### Eventi successivi

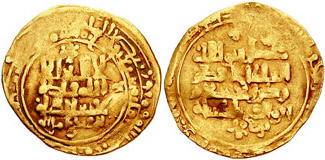
Moneta coniata durante il regno di Malik Shah I

Fariburz compì un'incursione nell'Arran sfruttando le circostanze storiche favorevoli, poiché Ashot ibn Shavur stava governando come reggente in nome del fratello Fadl II nel 1068. Tuttavia, non appena Fadl fu rilasciato, eseguì un contrattacco nello Shirvan e riuscì persino a far inserire in una khuṭba, la preghiera del venerdì, il suo nome a Derbent. Questa consuetudine aveva una fortissima valenza nel mondo musulmano, poiché solitamente stava a celebrare l'affermazione di un nuovo signore. 
Nel novembre del 1071, Alp Arslan nominò il suo comandante Yaghma quale governatore di Derbent. Quando Yaghma giunse in città, lesse la lettera in cui si affermava che era stato investito dal sovrano selgiuchide per amministrare Derbent, motivo per cui Fariburz non poté contrastare la sua ascesa in alcun modo; in quel frangente, decise di allontanare il figlio e i suoi fedelissimi dall'insediamento. In secondo luogo, Yaghma domandò a Fariburz di cedere Masqat, richiesta alla quale egli acconsentì. Nello stesso anno, Guzhdaham morì a Şəki e fu sepolto a Şamaxı.
Nel 1072, Fariburz stipulò una pace con Fadl II ai sensi della quale veniva raso al suolo il castello di Malugh, che era stato precedentemente espugnato da Aghsartan I. Il 15 dicembre Alp Arslan morì e, al termine di una breve guerra dinastica, gli succedette il figlio Malik Shah I.

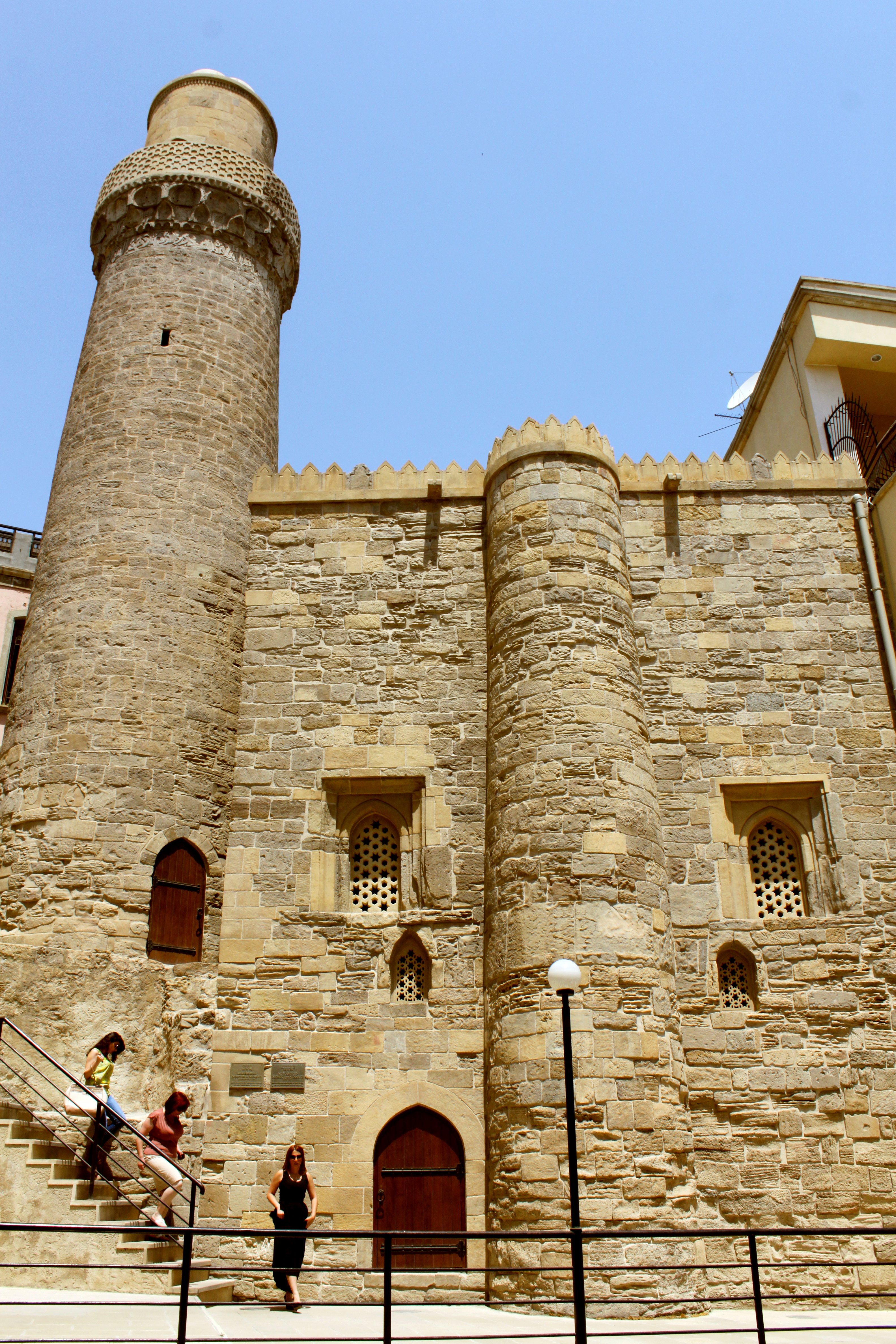
La moschea di Muhammad nella Città Vecchia di Baku fu costruita durante il regno di Fariburz

Nel 1074, un contingente di guerrieri turchi condotto da un signore della guerra di nome Arghar ibn Buqa si presentò nello Shirvan. Quest'ultimo sostenne che Malik Shah gli aveva assegnato Shirvan come parte dei suoi domini. Fariburz, tuttavia, instaurò con lui un dialogo e lo convinse ad accettare dei doni e del denaro, circostanza che spinse Arghar a non creare degli scontri. In maniera del tutto imprevedibile, Fariburz ordinò improvvisamente di imprigionarlo, ma poi cambiò idea per il timore di repressioni di Malik Shah; liberato Arghar di persona, inventò un pretesto e gli restituì il possesso dei doni che gli aveva elargito. Arghar fece allora finta di averlo perdonato e fuggì dalla sua corte, radunò un esercito e invase lo Shirvan, dove devastò la regione, ma alla lunga fu costretto da Malik Shah a risarcire i danni provocati nel 1075. Nel medesimo anno, Fariburz conquistò la maggior parte del circondario di Lakz.
Nel 1075 arrivò un altro contingente di Turchi sotto la guida di Savtegin, inviato da Malikshah. Fariburz fu costretto a cedere nuovamente Derbent, temendo la sorte di Fadl III, i cui territori furono annessi direttamente dal comandante.

### Ultimi anni
Sebbene Fariburz fosse stato durante il suo tardo regno un vassallo nominale dei Selgiuchidi, egli coniò delle monete con il proprio nome includendo il laqab «al-Malik al-Adil Abu-Shuja» e menzionando anche il sultano e califfo selgiuchide al-Muqtadi. La moschea di Muhammad di Baku fu costruita durante il suo regno, nel 1078-1079. Fariburz morì nel 1096 e gli succedette il figlio Manuchihr II.

## Rilevanza storica
Secondo il poeta medievale persiano Khaqani, Fariburz fu il primo shirvanshah a compiere un pellegrinaggio alla Mecca. Il suo visir era un daylamita di nome Baha al-Din Muhammad b. Hussayn al-Kakuyi, la cui famiglia discendeva dal capo militare Makan ibn Kaki e che ricoprì la carica di visir per diversi secoli e per il quale Masud ibn Namdar lavorava a Baylaqan. Masud attribuì a Fariburz la conversione dei Cumucchi all'Islam per mezzo dei Lesghi.